# به دنبال عشقم (فیلم ۱۹۳۷)
به دنبال عشقم (انگلیسی: It's Love I'm After) فیلم کمدی اسکروبالی است ساخته‌ی سال ۱۹۳۷ به کارگردانی آرچی مایو و با بازیگری لزلی هاوارد، بت دیویس و اولیویا دی هاویلند. بر اساس داستان "آقایانِ پس از نیمه‌شب" نوشته‌ی ماوریس هنلاین، و فیلمنامه‌ی کیسی رابینسون، داستان فیلم درباره‌ی زوجی است که یازده بار ازدواج خود را به تعویق انداخته‌اند و همچنان می‌خواهند که برای ازدواجشان برنامه‌ریزی کنند. این فیلم سومین باری است که لزلی هاوارد و بت دیویس همبازی می‌شوند، دوفیلم قبلی: پیرامون اسارت بشری و جنگل سنگی.

## خلاصه‌ی داستان
بَزیل آندروود و جویس آردن زوجی هنری خودپرستی هستند که به ایفای نقش‌های رمانتیک بر روی صحنه، و آتشین‌مزاجیِ خارج از آن مشهور هستند. گرچه عاشق هم هستند دعوا و مرافعه مکررشان مانع از پیوند ازدواجشان شده است. 
موضوع پیچیده‌تر می‌شود وقتی که بزیل باز هم آخرین برنامه‌ی ازدواجشان را به تاخیر می‌اندازد تا اشتیاق مارسیا وست جوان را به خود از بین ببرد (به درخواست نامزدش هنری گرنت). زمانی که رفتار بی‌ادبانه‌ی بزیل علاقه‌ی مارسیا (که شیفته‌ی او شده) را کاهش نمی‌دهد، او راهی را در پیش می‌گیرد که به ناراحتی جویس منجر می‌شود.
( فیلمنامه به لزلی هاوارد این امکان را می‌دهد که از سابقه‌ی تئاتری خود در آثار کلاسیکی چون: مکبث، هملت، رام کردن زن سرکش و رومئو و ژولیت نهایت استفاده را ببرد و شخصیت او در فیلم جملات مشهورشان را نقل قول کند.) 

## بازیگران
- لزلی هاوارد در نقش بَزیل آندروود
- بت دیویس در نقش جویس آردن
- اولیویا دی هاویلند در نقش مارسیا وست
- پاتریک نولز در نقش هنری گرنت جونیور
- اریک بلور در نقش دیگز
- جرج باربیه در نقش ویلیام وست
- هاروی کلارک در نقش آقای بابسون

## تولید
در ابتدا لزلی هاوارد گرترود لارنس و آینا کلر را برای نقش مقابلش در نظر داشت (هر دو برای نقش‌های کمدی‌شان بر صحنه مورد توجه بودند ولی تجربه‌ی محدودی در فیلم داشتند). هال والیس (تهیه‌کننده) آرچی مایو را به دیدارِ لارنس (که مایل به ایفای نقش بود) مجبور کرد، اما وقتی آن دو مردان خدایان نیستند  (فیلم بریتانیایی، ۱۹۳۶) را دیدند به توافق رسیدند که لارنس تصویر خوبی ندارد.

## واژگان
1. ↑  Men Are Not Gods